# Yuki Tsunoda

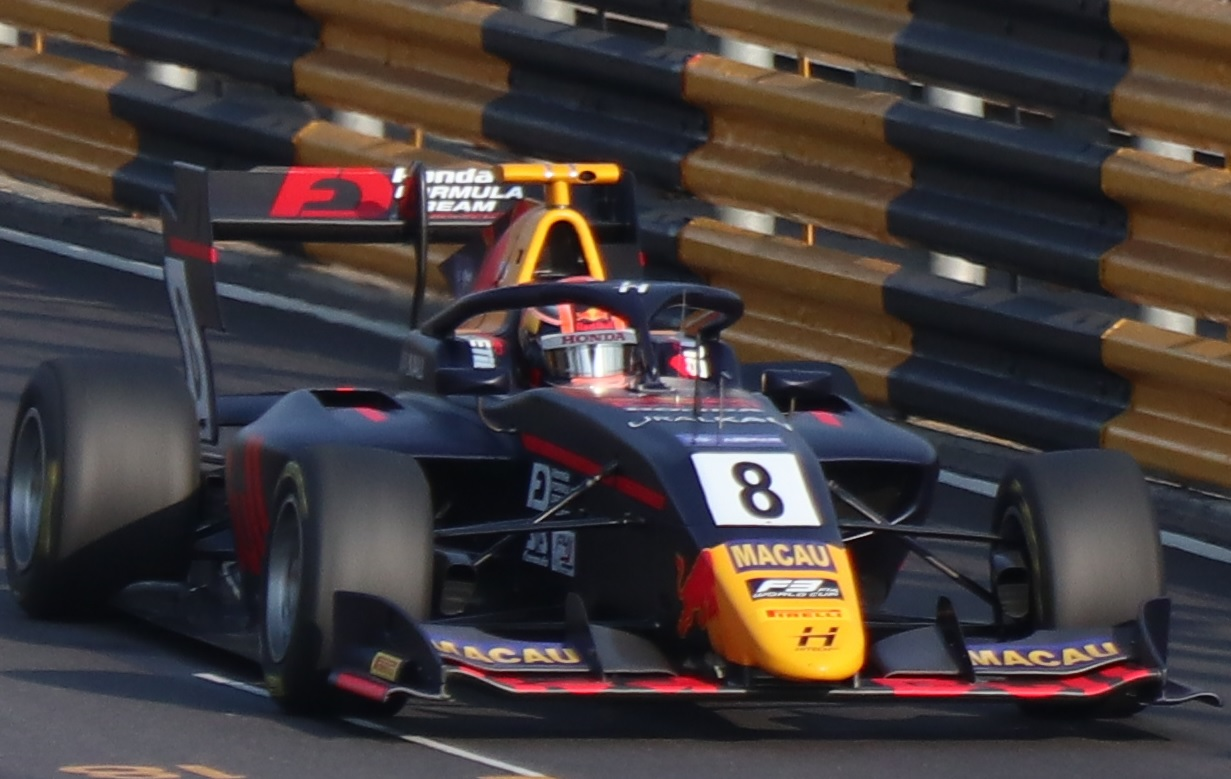
Tsunoda tijdens de Grand Prix van Macau, 2019.

Yuki Tsunoda (Japans: 角田 裕毅, Tsunoda Yūki) (Sagamihara, 11 mei 2000) is een Japans autocoureur. Sinds 2019 is hij lid van het Red Bull Junior Team, het opleidingsprogramma van het Formule 1-team Red Bull Racing. In 2018 werd hij kampioen in het Japans Formule 4-kampioenschap. In maart 2021 maakte hij zijn Formule 1-debuut tijdens de Grand Prix van Bahrein bij het team van AlphaTauri. Op 27 maart 2025 werd bekend dat hij zou gaan rijden voor Red Bull Racing vanaf de Japanse Grand Prix.

## Carrière

### 2016–2017
Tsunoda maakte zijn autosportdebuut in 2016, toen hij deelnam aan het voorlaatste raceweekend van het Japanse Formule 4-kampioenschap op het Suzuka International Racing Course, waarbij hij uitkwam voor het Sutekina Racing Team. Hij eindigde direct als tweede en vierde in de races, waardoor hij met 30 punten zestiende werd in het kampioenschap. In 2017 bleef hij actief in dit kampioenschap, maar stapte hij over naar het team Honda Formula Dream Project. Hij won drie races op het Okayama International Circuit, de Fuji Speedway en in Suzuka. Met 173 punten eindigde hij achter Ritomo Miyata en Ukyo Sasahara als derde in het klassement.

### 2018
In 2018 bleef Tsunoda actief in de Japanse Formule 4 bij Honda. Aan het begin van het seizoen won hij vijf races op een rij in Okayama, Fuji (tweemaal) en Suzuka (tweemaal). In de rest van het seizoen behaalde hij overwinningen op het Sportsland SUGO en de Twin Ring Motegi. Vanwege een aantal nulresultaten duurde het echter tot de laatste race van het seizoen in Motegi tot hij kon worden uitgeroepen tot kampioen na een lange strijd met zijn teamgenoot Teppei Natori. Hij eindigde het seizoen uiteindelijk met 245 punten.

### 2019
In 2019 maakte Tsunoda zijn Formule 3-debuut in het nieuwe FIA Formule 3-kampioenschap, waarin hij uitkwam voor het team Jenzer Motorsport. Ook werd hij toegevoegd aan het Red Bull Junior Team, het opleidingsprogramma van het Formule 1-team Red Bull Racing, als onderdeel van de nieuwe relatie van het team met Honda. Hij kende een moeizame start van het seizoen, maar na de zomerstop behaalde hij drie opeenvolgende podiumplaatsen, waaronder zijn eerste overwinning op het Autodromo Nazionale Monza. Met 67 punten werd hij negende in de eindstand. Ook kwam hij dat jaar uit in de Euroformula Open voor het Team Motopark. Hij won een race op de Hockenheimring en behaalde nog vijf podiumplaatsen, maar moest ook twee raceweekenden missen vanwege zijn verplichtingen in de FIA Formule 3. Met 151 punten werd hij vierde in de klasse. Aan het eind van het jaar debuteerde hij in de Grand Prix van Macau voor Hitech Grand Prix en werd elfde in de hoofdrace.

### 2020
In 2020 stapte Tsunoda over naar de Formule 2, waarin hij voor het team van Carlin uitkwam. Al tijdens het tweede raceweekend op de Red Bull Ring behaalde hij zijn eerste pole position, maar door een storing in de boordradio kon hij deze niet omzetten in een overwinning en werd hij tweede. Op Silverstone wist hij daarentegen te profiteren van een ongeluk tussen de Prema-coureurs Mick Schumacher en Robert Shwartzman en won hij zijn eerste race in het kampioenschap. Ook op Spa-Francorchamps en het Bahrain International Circuit wist hij races te winnen. Met 200 punten werd hij achter Schumacher en Callum Ilott derde in het klassement.

### 2021
Op 16 december 2020 werd door AlphaTauri bekendgemaakt dat Tsunoda in het Formule 1 seizoen van 2021 de vrijgekomen plaats van  Daniil Kvjat zou innemen.

### 2025
Op 27 maart 2025 werd bekend dat hij zou gaan rijden voor Red Bull Racing vanaf de Japanse Grand Prix. Tsunoda is de vervanger van Liam Lawson die vanwege tegenvallende prestaties in de eerste twee races van het seizoen werd vervangen. Lawson neemt de plaats in van Tsunoda in het Racing Bulls team.

## Formule 1-carrière

### Teams
| Jaar/Jaren  | Team            |
| ----------- | --------------- |
| 2021 – 2023 | AlphaTauri      |
| 2024        | RB              |
| 2025        | Racing Bulls    |
| 2025        | Red Bull Racing |

### Statistiek
Onderstaande tabel is bijgewerkt tot en met de Grand Prix van Hongarije 2025.
|                           | 2021 | 2022 | 2023 | 2024 | 2025* | Totaal           |
| ------------------------- | ---- | ---- | ---- | ---- | ----- | ---------------- |
| Aantal ingeschreven races | 22   | 22   | 22   | 24   | 13*   | 103 (100 starts) |
| Aantal zeges              | 0    | 0    | 0    | 0    | 0*    | 0                |
| Aantal pole-positions     | 0    | 0    | 0    | 0    | 0*    | 0                |
| Aantal snelste rondes     | 0    | 0    | 1    | 0    | 0*    | 1                |
| Aantal podiumplaatsen     | 0    | 0    | 0    | 0    | 0*    | 0                |
| Aantal WK-punten          | 32   | 12   | 17   | 30   | 10*   | 101              |
| Eindstand WK              | 14   | 17   | 14   | 12   | 17*   |                  |

* Seizoen loopt nog.

### Formule 1-resultaten
| Kleur  | Resultaat                       |
| ------ | ------------------------------- |
| Goud   | Winnaar                         |
| Zilver | Tweede plaats                   |
| Brons  | Derde plaats                    |
| Groen  | Gefinisht (punten behaald)      |
| Blauw  | Gefinisht (geen punten behaald) |
| Blauw  | Niet geklasseerd (NC)           |
| Paars  | Uitgevallen (DNF)               |
| Rood   | Niet gekwalificeerd (DNQ)       |

| Kleur   | Resultaat                              |
| ------- | -------------------------------------- |
| Zwart   | Gediskwalificeerd (DSQ)                |
| Wit     | Niet gestart (DNS)                     |
| Blanco  | Gewond (INJ)                           |
| Blanco  | Uitgesloten (EX)                       |
| Blanco  | Teruggetrokken (WD) / Niet deelgenomen |
| 1, 2, 3 | Sprint positie (punten behaald)        |
| P       | Poleposition                           |
| S       | Snelste ronde                          |

| Jaar  | Inschrijving    | Chassis               | Motor             | 1      | 2       | 3      | 4       | 5       | 6       | 7      | 8      | 9       | 10     | 11     | 12      | 13      | 14      | 15      | 16      | 17      | 18      | 19     | 20      | 21      | 22     | 23     | 24     | Pos. | Punten |
| ----- | --------------- | --------------------- | ----------------- | ------ | ------- | ------ | ------- | ------- | ------- | ------ | ------ | ------- | ------ | ------ | ------- | ------- | ------- | ------- | ------- | ------- | ------- | ------ | ------- | ------- | ------ | ------ | ------ | ---- | ------ |
| 2021  | AlphaTauri      | AlphaTauri AT02       | Honda RA621H V6   | BHR 9  | EMI 13  | POR 15 | SPA DNF | MON 16  | AZE 7   | FRA 13 | STI 10 | OOS 12  | GBR 10 | HON 6  | BEL 15  | NED DNF | ITA DNS | RUS 17  | TUR 14  | VST 9   | MXS DNF | SAP 15 | QAT 13  | SAR 14  | ABU 4  |        |        | 14   | 32     |
| 2022  | AlphaTauri      | AlphaTauri AT03       | Red Bull RBPTH001 | BHR 8  | SAR DNS | AUS 15 | EMI 7   | MIA 12  | SPA 10  | MON 17 | AZE 13 | CAN DNF | GBR 14 | OOS 16 | FRA DNF | HON 19  | BEL 13  | NED DNF | ITA 14  | SIN DNF | JPN 13  | VST 10 | MXS DNF | SAP 17  | ABU 11 |        |        | 17   | 12     |
| 2023  | AlphaTauri      | AlphaTauri AT04       | Honda RBPTH001    | BHR 11 | SAR 11  | AUS 10 | AZE 10  | MIA 11  | MON 15  | SPA 12 | CAN 14 | OOS 19  | GBR 16 | HON 15 | BEL 10  | NED 15  | ITA DNS | SIN DNF | JPN 12  | QAT 15  | VST 8S  | MXS 12 | SAP 9   | LSV 18† | ABU 8  |        |        | 14   | 17     |
| 2024  | RB              | RB VCARB 01           | Honda RBPTH002    | BHR 14 | SAR 15  | AUS 7  | JPN 10  | CHN DNF | MIA 87  | EMI 10 | MON 8  | CAN 14  | SPA 19 | OOS 14 | GBR 10  | HON 9   | BEL 16  | NED 17  | ITA DNF | AZE DNF | SIN 12  | VST 14 | MXS DNF | SAP 7   | LSV 9  | QAT 13 | ABU 12 | 12   | 30     |
| 2025* | Racing Bulls    | Racing Bulls VCARB 02 | Honda RBPTH003    | AUS 12 | CHN 616 |        |         |         |         |        |        |         |        |        |         |         |         |         |         |         |         |        |         |         |        |        |        | 17*  | 10*    |
| 2025* | Red Bull Racing | Red Bull RB21         | Honda RBPTH003    |        |         | JPN 12 | BHR 9   | SAR DNF | MIA 610 | EMI 10 | MON 17 | SPA 13  | CAN 12 | OOS 16 | GBR 15  | BEL 13  | HON 18  | NED 0   | ITA 0   | AZE 0   | SIN 0   | VST 0  | MXS 0   | SAP 0   | LSV 0  | QAT 0  | ABU 0  | 17*  | 10*    |

- † Uitgevallen maar wel geklasseerd omdat er meer dan 90% van de race-afstand werd afgelegd.
- * Seizoen loopt nog.